# Agios Georgios Selinari

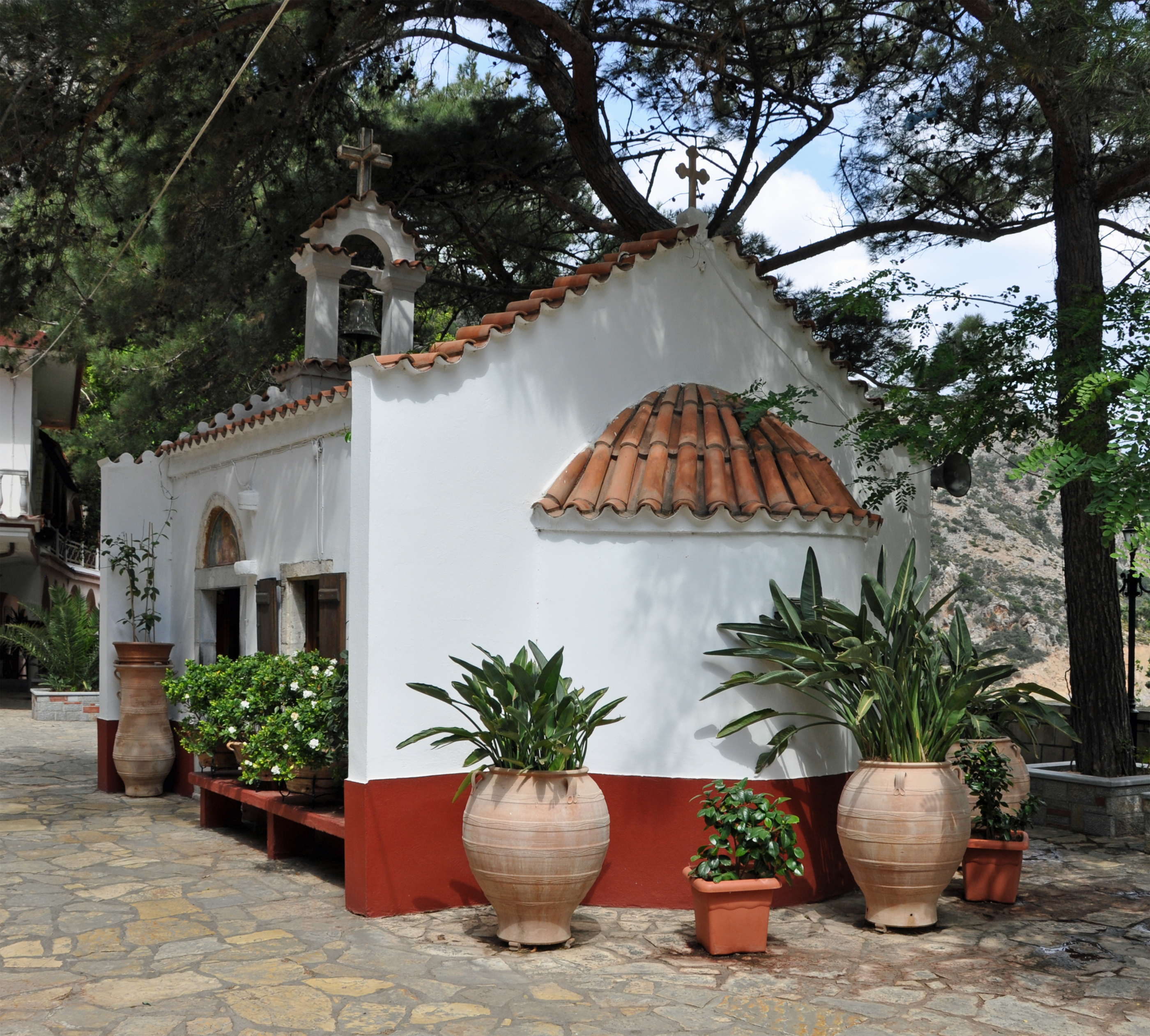
Het oude kerkje van het Agios Georgiosklooster van Selinari

Agios Georgios van Selinari (Grieks: Άγιος Γεώργιος Σελιναρι) is een klooster van Grieks-orthodoxe monniken in het noordoosten van het Griekse eiland Kreta. Het is gelegen in de kloof van Selinari, langs de hoofdweg van Heraklion naar Agios Nikolaos. De dichtstbij gelegen dorpen zijn Sissi (3 kilometer naar het noordwesten) en Vrachasi (2,5 kilometer naar het zuidoosten). Administratief behoort het klooster tot de gemeente Vrachasi en de Prefectuur Lasithi. Kerkelijk ressorteert het onder de Metropolis (bisdom) van Petras en Chersonissos, wat - net zoals de andere Kretenzische bisdommen en in tegenstelling tot de orthodoxe bisdommen op het Griekse vasteland - valt onder het Oecumenisch patriarchaat van Constantinopel.
Het oudste gedeelte van het klooster is een kerkje waarvan de oprichting zou teruggaan tot de 16e eeuw. Het is een losstaand, eenbeukig gebouwtje met een kleine apsis en een eenvoudig klokkentorentje. Binnenin is het rijkelijk versierd met muurschilderingen. Het is sinds eeuwen een populaire bidplaats voor de plaatselijke bevolking en voorbijtrekkende reizigers. Aan de aldaar vereerde heilige Joris (Georgios) van Selinari worden miraculeuze krachten toegedicht.
De overige kloostergebouwen, met kerken, monnikenverblijven en bejaardentehuis, dateren uit de 20e eeuw. Een deel van het kloosterdomein, met inbegrip van het oude kerkje, is vrij bezoekbaar.

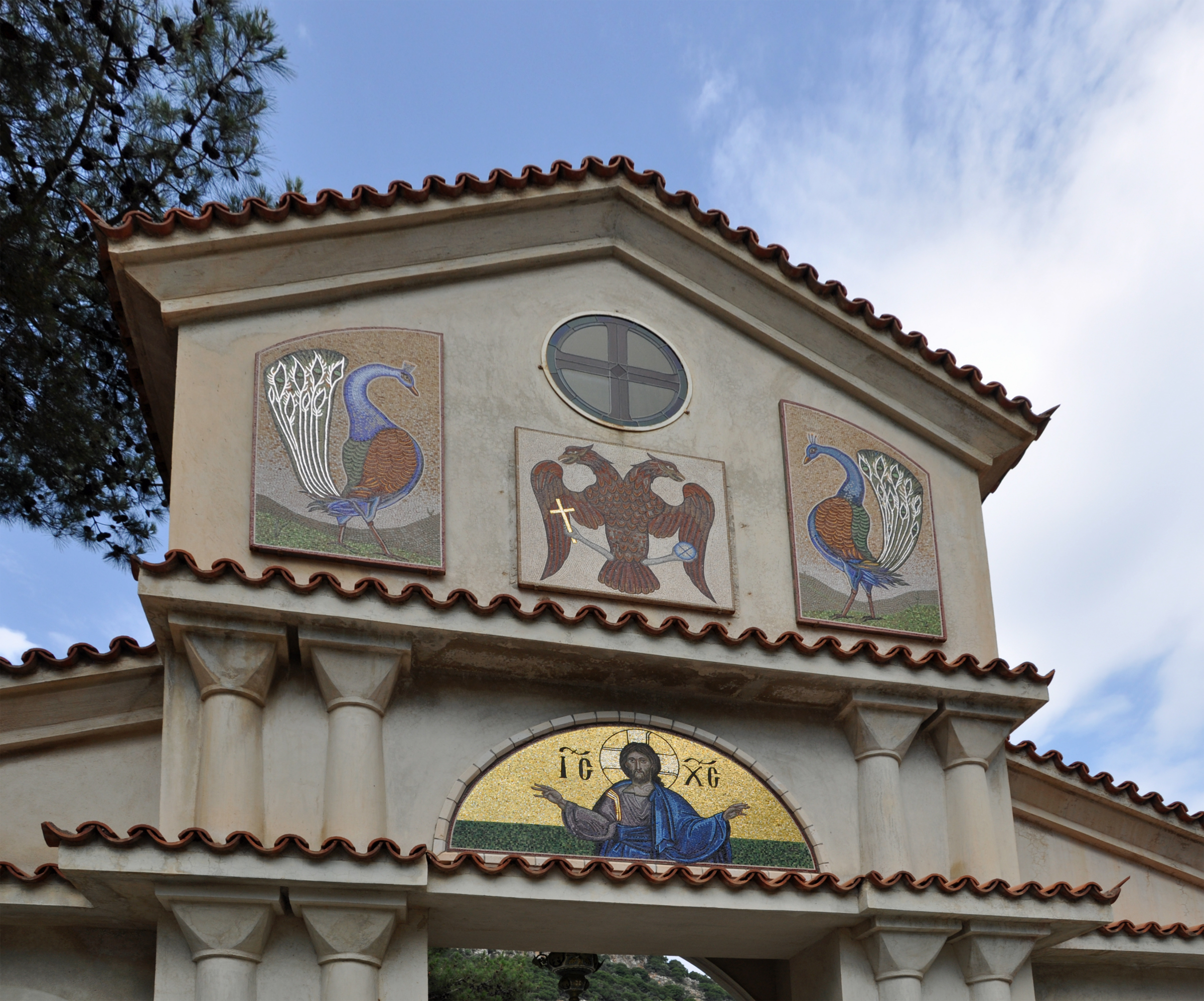
Toegangspoort tot het klooster (detail)
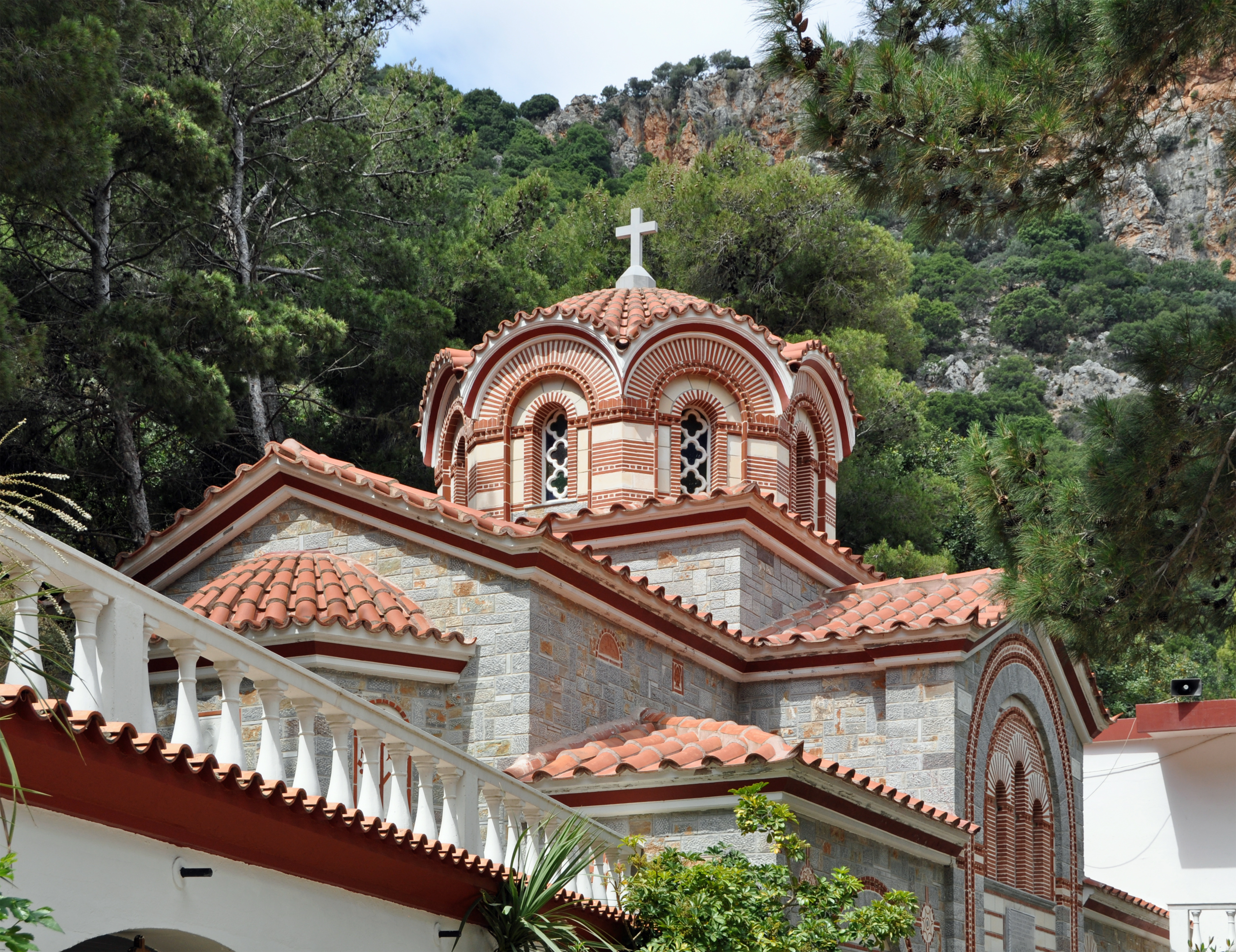
Een van de 20e-eeuwse kerken van het klooster
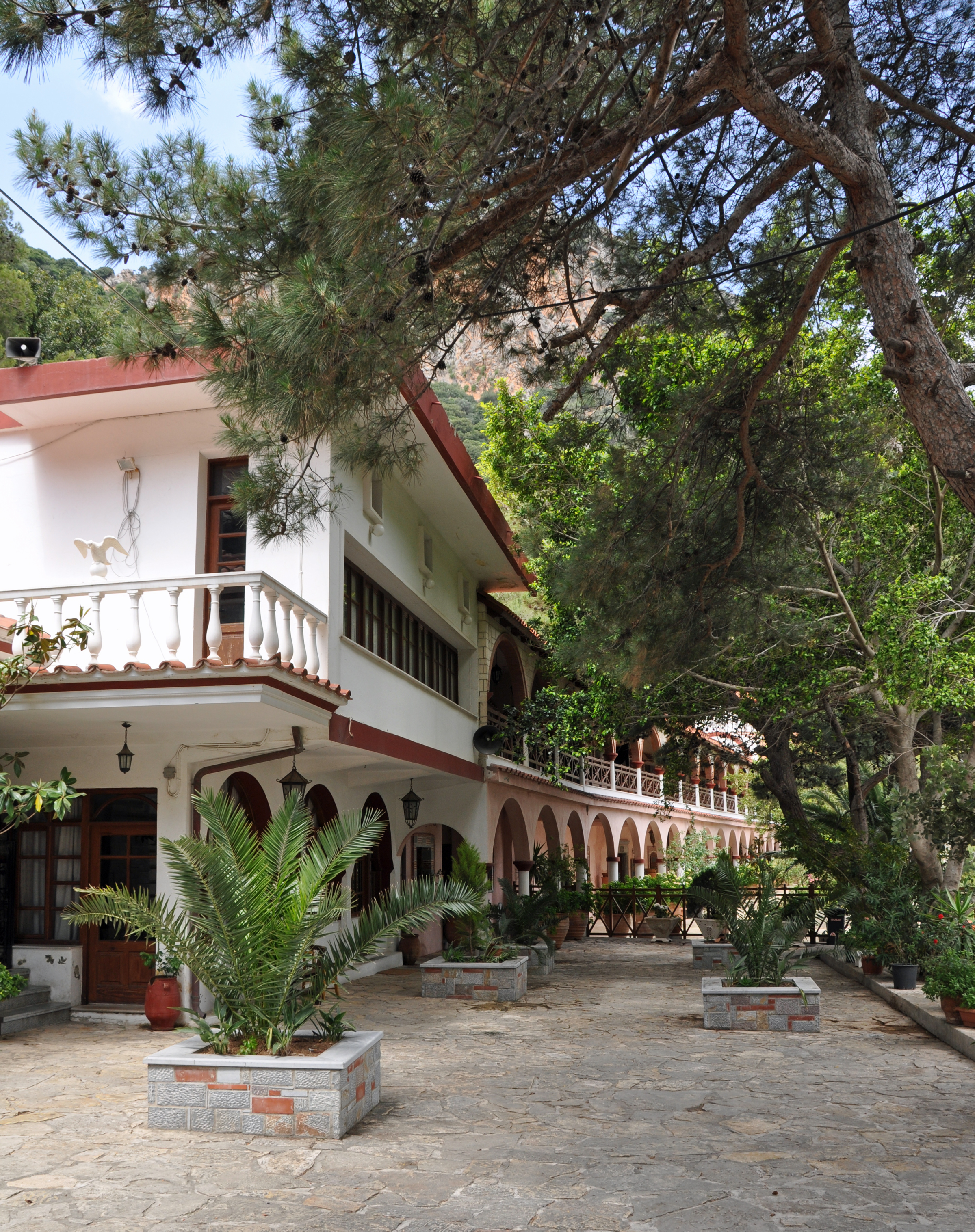
Kloostergebouwen
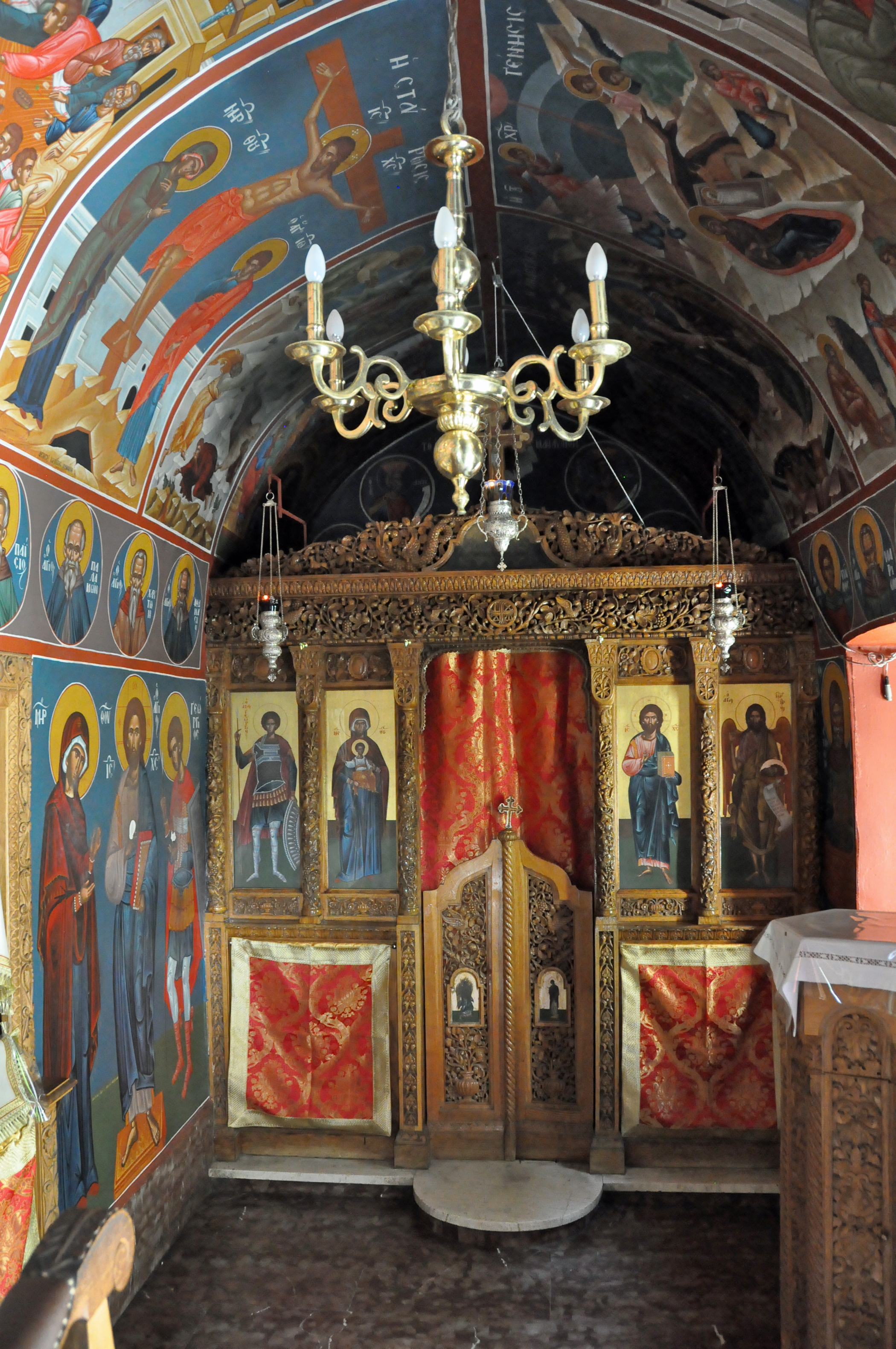
Interieur van het oude kerkje
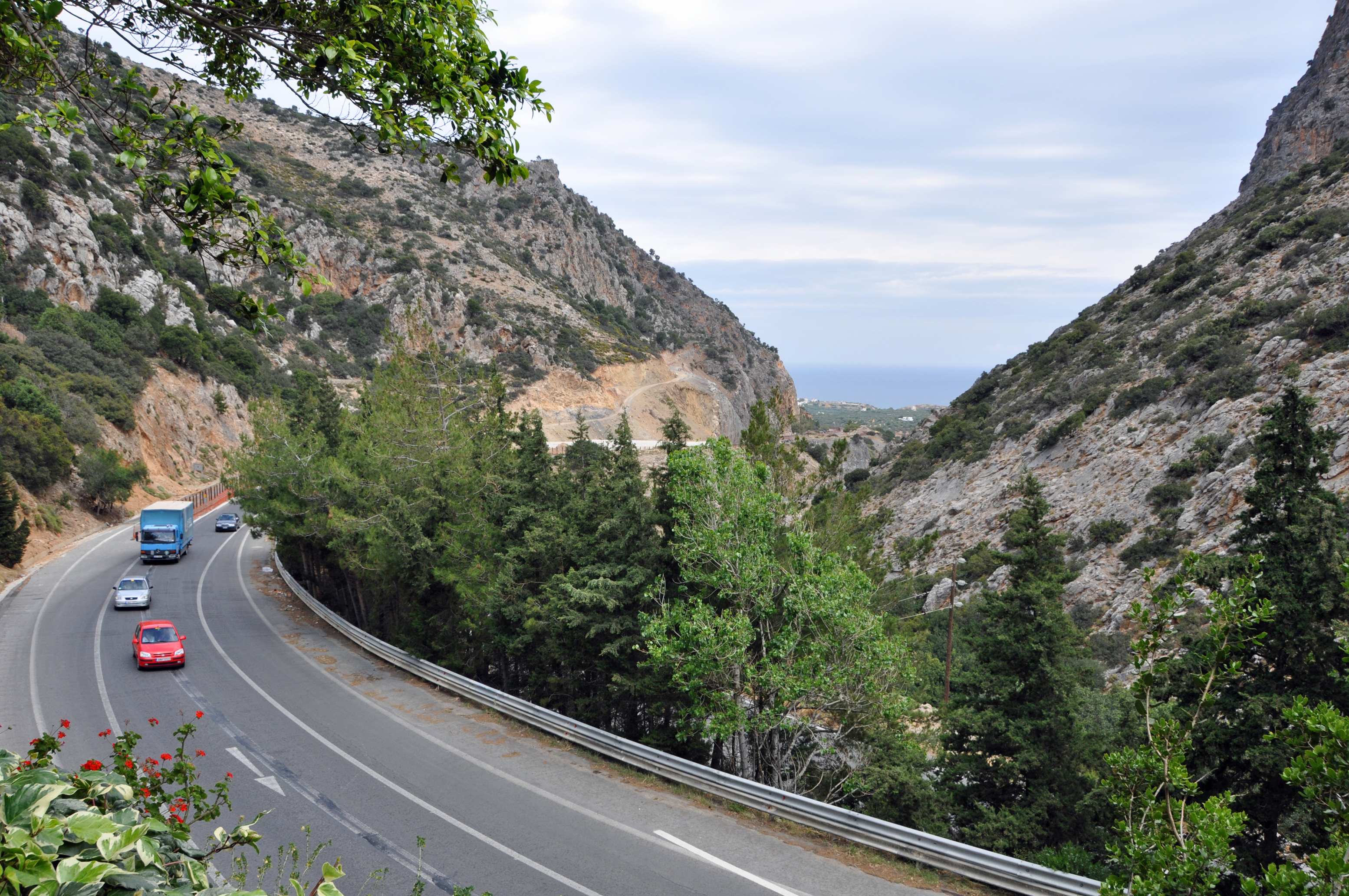
De Selinarikloof, gezien vanuit het klooster